# Orto verticale idroponico
L'orto verticale idroponico è un sistema che permette la coltivazione idroponica di ortaggi in piccoli spazi come balconi o terrazzi e, aggiungendo un idoneo sistema di illuminazione a LED è possibile coltivare anche all'interno delle abitazioni, dove, grazie a una temperatura controllata per una confortevole permanenza delle persone, ne trarranno benefici anche le piante coltivate in idroponica. I sistemi verticali hanno diverse dimensioni, sia come altezza, che generalmente vanno da uno a due metri, che come diametro, che possono partire da modelli per hobbisti molto piccoli per arrivare a impianti di diametro superiore ai 50 centimetri, che in una torre da 2 metri può contenere circa 200 vegetali. Una torre è formata da un mastello (vaso), un tubo centrale opportunamente forato dove vengono montati i porta vaso dentro i quali vanno inseriti bicchieri forati che conterranno le piante. Il sistema funziona mediante una pompa elettrica ad immersione che spinge l'acqua dal mastello verso l'apice della torre che ricadendo, come da una doccia, bagna le radici delle piante apportando i nutrienti necessari allo sviluppo. 